# Миллс, Перси Херберт, 1-й виконт Миллс
Перси Герберт Миллс, 1-й виконт Миллс (англ. Percy Herbert Mills, 1st Viscount Mills; 4 января 1890 — 10 сентября 1968) — британский промышленник, государственный служащий и политик. Он был известен как сэр Перси Миллс с 1953 по 1957 год и как лорд Миллс с 1957 по 1962 год.

## Происхождение и образование
Пероси Миллс родился 4 января 1890 года в Торнаби. Он получил образование в школе Барнард-Касл (замок Барнард, графство Дарем).

## Карьера
Во время Второй мировой войны Перси Миллс занимал должность генерального контролера станков в Министерстве снабжения с 1940 по 1944 год. Он заслужил абсолютное доверие Гарольда Макмиллана и был описан Оксфордским национальным биографическим словарем как «один из самых политически влиятельных промышленников своего времени» . Он был посвящен в рыцари в 1942 году на новогодней церемонии с почестями, и был назначен на Орден Британской империи в качестве рыцаря-командора на церемонии по случаю Дня рождения в 1946 году . Он был создан как баронет Миллс из Олстера в графстве Уорикшир в 1953 году и был возведен в звание пэра как барон Миллс из Стадли в графстве Уорикшир в январе 1957 года. В том же месяце недавно назначенный премьер-министр Макмиллан назначил Миллса министром энергетики с местом в кабинете министров. В то же время он стал членом Тайного совета Великобритании. В октябре 1959 года он стал генеральным казначеем, которым оставался до октября 1961 года, когда он был назначен министром без портфеля.
После его ухода из кабинета после «Ночи длинных ножей» он получил титул виконта Миллса из Кенсингтона в графстве Лондон 22 августа 1962 года.

## Личная жизнь
7 августа 1915 года Перси Миллс женился на Уинифред Мэри Конати (? — 24 февраля 1974), дочери Джорджа К. Конати. У супругов было двое детей:
- Достопочтенная Беатрис Маргарет Миллс (21 июля 1916 — 5 ноября 1999), в 1941 году она вышла замуж за Уолтера Гудвина Дэвиса, от брака с которым у неё было трое детей.
- Роджер Клинтон Миллс, 2-й виконт Миллс (14 июня 1919 — 6 декабря 1988). С 1945 года был женат на Джоан Дороти Ширефф, от брака с которой у него было трое детей.

Лорд Миллс скончался в сентябре 1968 года в возрасте 78 лет, и титул виконта унаследовал его сын Роджер.